# 20a Brigada Mixta (Exèrcit Popular de la República)
La 20a Brigada Mixta va ser una unitat de l'Exèrcit Popular de la República creada durant la Guerra Civil Espanyola. La brigada va estar desplegada als fronts de Còrdova i Extremadura. Va estar agregada a la 37a Divisió.

## Historial
La unitat va ser creada al novembre de 1936 a Múrcia i formada per reclutes. Per a la prefectura de la unitat va ser nomenat el capità d'infanteria Justo López Mejías, amb el comunista Eusebio Carrascosa Olivares com a comissari i amb el capità d'infanteria Luis Cemuda Campillo com a cap d'Estat Major. La 20a Brigada mixta va romandre en fase de formació fins al mes de desembre, moment en què va ser enviada al front de Còrdova —on va quedar adscrita a l'Agrupació Tajo-Extremadura. El 8 de gener de 1937 va rellevar a la 3a Brigada mixta en primera línia de front, a les posicions de Los Villares i el Cortijo de los Madroños. El 22 de gener i el 4 de febrer va intentar reconquerir la localitat de Lopera, però tots dos atacs acabaren en fracàs.
Posteriorment es traslladaria al sector de Còrdova, on va intervenir en la batalla de Pozoblanco. El 8 de març va atacar des de Hinojosa del Duque a les forces del general Queipo de Llano que avançaven sobre Pozoblanco; cinc dies després va atacar des d'Alcaracejos, juntament amb la 25a Brigada, i va aconseguir ocupar Villanueva del Duque. En conjunt, l'ofensiva franquista va acabar fracassant. No obstant això, durant aquestes operacions la 20a BM va sofrir fortes pèrdues; com a conseqüència, el comandament republicà va decidir rellevar-la del front per la 52a Brigada Mixta. La 20a BM va ser reorganitzada i refundada, utilitzant-se de fet alguns dels seus efectius per a la creació de la 91a Brigada Mixta.
En la primavera de 1937 la 20a BM va passar a quedar agregada a la 37a Divisió, i quedà a càrrec del sector de Castuera. En el Pla «P», que pretenia llançar una ofensiva a Extremadura que tallés en dues la zona franquista, estava prevista la participació de la 20a BM —que havia de quedar a càrrec de defensar el front passiu. Tanmateix l'operació mai es va dur a terme. Al juliol la 20a BM va intervenir en una petita acció ofensiva sobre les serres de Morra de Vivancos, Perolito i Suárez, que acabaria fracassant. Això va motivar que la 109a Brigada mixta hagués d'acudir al sector de la 20a BM per a apuntalar les posicions republicanes. El 25 d'agost va perdre el cap de pont de Medellín després d'una ofensiva franquista que perseguia rectificar la línia del front. Després d'això, no tornaria a prendre part en operacions militars de rellevància.
El juliol del 1938, després del començament de l'ofensiva franquista a Extremadura, la 20a BM es trobava situada a l'avantguarda en la zona de Guareña; no va passar molt de temps fins que la unitat es va veure en perill de quedar encerclada, per la qual cosa es retiraria a La Coronada, població des de la qual intentaria recapturar Castuera, el dia 23 de juliol. Davant una nova possibilitat de quedar encerclaa, el comandant de l'Exèrcit d'Extremadura —coronel Ricardo Burillo Stholle— va prohibir la retirada a la 20a Brigada Mixta. L'endemà la unitat va quedar efectivament encerclada al costat de la 91a Brigada Mixta. El 25 de juliol es va autoritzar el cap del VII Cos d'Exèrcit perquè la brigada pogués replegar-se cap al riu Zújar, però l'autorització va arribar massa tard. Del cèrcol franquista només van poder escapar els batallons 77è i 79è, que aconseguirien arribar a la Puebla de Alcocer no sense dificultats. La unitat va sofrir importants baixes, entre les quals estava el nou cap de la brigada, el major de milícies Eduardo Robledo González.
La 20a BM va quedar situada al front de Castuera i seria sotmesa a una reorganització. Fins al final de la contesa no va prendre part en altres accions militars.

## Comandaments
Comandants
- Capità d'infanteria Justo López Mejías;
- Comandant d'Infanteria Luis Espinosa Briones;
- Coronel Juan Bautista Gómez Ortiz;
- Major de milícies Eduardo Robledo González;
- Major de milícies Gabriel Pareja Núñez;

Comissaris
- Eusebio Carrascosa Olivares, del PCE;[10]

Caps d'Estat Major
- capità d'infanteria Luis Cemuda Campillo;
- comandant d'infanteria Luis Espinosa Briones;